# غسان إبراهيم
غسان إبراهيم اعلامي من سوريا  ولد عام 1977 في ريف دمشق، مدير الشبكة العربية العالمية للدراسات والابحاث والاخبار، مقرها لندن.
يظهر غسان إبراهيم في القنوات التلفزيونية العربية والدولية ويتحدث في الشأن العربي وبشكل خاص عن سوريا ويشارك في برامج حوارية متعمقة حول الثورة السورية في قناة الجزيرة  و قناة العربية  و قناة بي بي سي العربية 